# I Thought It Was Forever
I Thought It Was Forever var Shirley's Angels bidrag till Melodifestivalen 2011. Bidraget åkte ur tävlingen vid Andra chansen. Melodin testades på Svensktoppen den 30 april 2011 men kom ej med på listan.

### Fotnoter
1. ↑  ”Svensktoppslistan”. Svensktoppen. 30 april 2011. Arkiverad från originalet den 29 april 2017. https://web.archive.org/web/20170429040109/https://sverigesradio.se/sida/topplista.aspx?programid=2023. Läst 28 juli 2011.
2. ↑  ”Svensktoppslistan”. Svensktoppen. 1 maj 2011. http://sverigesradio.se/sida/topplista.aspx?programid=2023&date=2011-05-01. Läst 28 juli 2011.